# Thienemanniella ogasaquardecima
Thienemanniella ogasaquardecima är en tvåvingeart som beskrevs av Sasa och Suzuki 1997. Thienemanniella ogasaquardecima ingår i släktet Thienemanniella och familjen fjädermyggor. Inga underarter finns listade i Catalogue of Life.